# Paranthias furcifer
Paranthias furcifer är en fiskart som först beskrevs av Achille Valenciennes 1828.  Paranthias furcifer ingår i släktet Paranthias och familjen havsabborrfiskar. IUCN kategoriserar arten globalt som livskraftig. Inga underarter finns listade i Catalogue of Life.